# Побачення в Нью-Йорку
Побачення в Нью-Йорку (Dating and New York) — американська романтична комедія 2021 року. Режисер та сценарист Джона Фейнголд; продюсер Кіран Альтман. Світова прем'єра відбулася 13 червня 2021 року; прем'єра в Україні — 30 вересня 2021-го.

## Про фільм
Один магічний порух вправо в чарівному Нью-Йорку може стати початком неймовірної романтичної історії.

## Знімались
| Актор            | Роль   |
| ---------------- | ------ |
| Єва Віктор       |        |
| Джеррі Феррара   |        |
| Артуро Кастро    |        |
| Франческа Реале  | Венді  |
| Джабукі Янг-Вайт | Міло   |
| Тейлор Гілл      | Олівія |
| Алекс Моффат     | Трент  |
| Джона Фейнгольд  | Морт   |
| Сондра Джеймс    |        |
| Кетрін Коен      |        |